# شکارچی: جنگ زمستان
شکارچی: جنگ زمستان (به انگلیسی: The Huntsman: Winter's War) یک فیلم اکشن ماجراجویی و خیال‌پردازی حماسی آمریکایی به نویسندگی اوان اسپیلیوتوپولوس و کریگ مازن، و کارگردانی سدریک نیکولاس-ترویان است که به عنوان پیش‌درآمدی بر فیلم سفیدبرفی و شکارچی در سال ۲۰۱۲ به شمار می‌رود و البته قسمت اعظم فیلم مربوط به ادامهٔ داستان سفیدبرفی و شکارچی است. (فیلم قبل و بعد داستان «سفیدبرفی و شکارچی» را به نمایش می‌گذارد)؛ شکارچی برداشتی متفاوت از قصهٔ متل آلمانی سفیدبرفی و هفت کوتوله اثر برادران گریم است. در این فیلم بازیگرانی همچون کریس همسورث، شارلیز ترون، امیلی بلانت، جسیکا چستین و نیک فراست ایفای نقش می‌کنند. شکارچی: جنگ زمستان توسط یونیورسال استودیوز در ۴ آوریل ۲۰۱۶ در بریتانیا به نمایش درآمد و سپس در تاریخ ۲۲ آوریل ۲۰۱۶ در ایالات متحده اکران شد.

## بازیگران
- کریس همسورث در نقش اریک / شکارچی
- شارلیز ترون در نقش راونا / ملکه شریر
- امیلی بلانت در نقش فریا / ملکه برفی خواهر کوچکتر راونا
- جسیکا چستین در نقش سارا، جنگجو و معشوقهٔ اریک
- نیک فراست در نقش نیون، دورفی که قبلاً به اریک در شکست ارتش راونا کمک کرده بود.
- سام کلافلین در نقش شاه ویلیام
- راب برایدون در نقش گریف و برادر ناتنی نیون
- الکساندرا روچه در نقش دورینا، دورفی مؤنث و مورد علاقه نیون
- کالین مورگان در نقش دوک بلک‌وود، نامزد فریا
- سوفی کوکسون در نقش پیپا
- سم هزلدین در نقش لیفر